# Distoleon pallidus
Distoleon pallidus är en insektsart som först beskrevs av Navás 1934.  Distoleon pallidus ingår i släktet Distoleon och familjen myrlejonsländor. Inga underarter finns listade i Catalogue of Life.